# Hochschulzugangsprüfung
Die erfolgreich abgelegte Hochschulzugangsprüfung berechtigt  beruflich Qualifizierte ohne Hochschulzugangsberechtigung (das ist die Meisterprüfung oder ein mit der Meisterprüfung vergleichbarer Abschluss der beruflichen Aufstiegsfortbildung) in Deutschland an einer Hochschule zu studieren. Die Hochschulzugangsprüfung nach der jeweiligen landesrechtlichen Zugangsprüfungsverordnung hat nichts mit der Hochschulzulassung zu tun, die die quantitative Begrenzung von Studienbewerbern (Zulassungsbeschränkung) zu einzelnen (überfüllten) Studiengängen zu regeln versucht (Numerus clausus).
In der Prüfung sind die für das Studium im gewählten Studiengang notwendigen Fähigkeiten und Kenntnisse nachzuweisen, insbesondere die Fähigkeit, Strukturen und Zusammenhänge zu erkennen, sowie auf Selbständigkeit gegründete Denk- und Urteilsfähigkeit und Verständnis für wissenschaftliche Fragen; zu diesen Voraussetzungen gehört auch Sicherheit im mündlichen und schriftlichen Gebrauch der deutschen Sprache. In der Prüfung soll an die beruflichen Qualifikationen des Bewerbers angeknüpft werden. Die Prüfung ist die Nachfolgerin der von 1924 bis 1984 geltenden Begabtenprüfungs-Ordnung, im Gegensatz zu dieser können sich heute nur noch beruflich Qualifizierte melden, zur früheren Prüfung konnten auch Begabte ohne berufliche Qualifikation zugelassen werden.
Die Hochschulzugangsprüfungen nach dem Beschluss der Kultusministerkonferenz vom 6. März 2009 sind je nach den danach erfolgten landesrechtlichen Regelungen leicht verschieden und müssen in allen Ländern der Bundesrepublik Deutschland für ein Studium abgelegt werden. Ausnahme: Beruflich Qualifizierte, die eine Meisterprüfung abgelegt oder ein mit der Meisterprüfung vergleichbaren Abschluss der beruflichen Aufstiegsfortbildung erworben haben, können ohne Prüfung studieren, so in Berlin: nach § 11 des Gesetzes über die Hochschulen im Land Berlin
(Berliner Hochschulgesetz – BerlHG) in der Fassung vom 26. Juli 2011
(GVBl. S. 378); in Hessen nach § 54 Abs. 2 Satz 1 Nr. 4 des Hessischen Hochschulgesetzes vom 14. Dezember 2009 in Verbindung mit § 1 Verordnung über den Zugang beruflich Qualifizierter zu den Hochschulen im Lande Hessen vom 7. Juli 2010.

## Hochschulzugangsprüfung in Mecklenburg-Vorpommern
Hierzu wird an den Universitäten Greifswald und Rostock eine abgeschlossene Berufsausbildung in Verbindung mit einer mindestens dreijährigen beruflichen Tätigkeit vorausgesetzt.
An einigen Fachhochschulen genügt auch eine mindestens fünfjährige berufliche Tätigkeit ohne Berufsausbildung.
Ausbildung und Tätigkeit müssen in einem Berufsfeld erfolgt sein, welches einen unmittelbaren Sachzusammenhang zum angestrebten Studiengang aufweist (kaufmännischer Bereich bzw. Führungserfahrung).
- Beispielaufgaben HZP (PDF-Datei; 63 kB)